# Эммануил Филиберт Савойский, герцог Аостский
Эммануил Филиберт Витторио Эудженио Дженова Джузеппе Мария ди Савойя (итал. Emanuele Filiberto Vittorio Eugenio Genova Giuseppe Maria di Savoia; 13 января 1869, Генуя — 4 июля 1931, Турин) — итальянский принц из Савойской династии, 2-й герцог Аостский, маршал Италии.

## Биография
Был старшим сыном Амедео I, герцога Аостского, бывшего в течение двух лет королём Испании, и его первой жены Марии Виттории даль Поццо. В 1870 году, когда его отец был избран королём Испании, Эммануил стал кронпринцем, что длилось недолго, так как спустя два года Амадей I был вынужден отречься от престола и уехать в Италию. После смерти отца в 1890 году, как старший сын унаследовал от него титул герцога Аостского.
25 июня 1895 в Кингстоне на Темзе (Англия) принц женился на французской принцессе Елене Орлеанской (1871—1951), дочери Луи-Филиппа, графа Парижского. У них было двое сыновей:
- Амедео (1898—1942), 3-й герцог Аостский;
- Аймоне (1900—1948), король Хорватии Томислав II и 4-й герцог Аостский.

Участвовал в Первой мировой войне в качестве командующего третьей итальянской армией. В 1926 году получил от Муссолини звание маршала Италии.
Похоронен на военном кладбище Редипулья.

## Награды
- Кавалер Высшего ордена Святого Благовещения
- Кавалер Большого креста Савойского Военного ордена
- Кавалер Большого креста ордена Святых Маврикия и Лазаря
- Кавалер Большого креста ордена Короны Италии
- Кавалер Савойского гражданского ордена
- Кавалер Мальтийского ордена
- Орден Святого Георгия 4-й степени (7 февраля 1917 года)